# Бабанский, Юрий Константинович
Ю́рий Константи́нович Баба́нский (7 января 1927 — 9 августа 1987) — советский педагог, академик АПН СССР (1974).

## Биография
Юрий Бабанский родился 7 января 1927 года.
По окончании физико-математического факультета Ростовского педагогического института (1949) вёл там же курсы педагогики, методики преподавания физики. В 1955 году окончил аспирантуру.
С 1958 по 1969 год работал преподавателем, занимал должности заведующего кафедры и проректора Ростовского педагогического института.
В 1975—1977 ректор ИПК преподавателей педагогических дисциплин при АПН СССР.
Действительный член АПН СССР (1974). С 1976 академик-секретарь отделения теории и истории педагогики АПН СССР, с 1979 вице-президент АПН СССР.
Похоронен на Кунцевском кладбище.

## Научная деятельность
Разработал теорию оптимизации обучения как научно обоснованного выбора и осуществления варианта процесса обучения, который рассматривался с точки зрения успешности решения задач и развития, образования и воспитания учащихся. Оптимизацию интерпретировал как один из аспектов общей теории научной организации педагогического труда. Предложил систему конкретных рекомендаций по выбору эффективных форм и методов предупреждения неуспеваемости и второгодничества, основанную на всестороннем изучении причин неудач школьников.

### Научные труды
- Оптимизация процесса обучения. Общедидактич. аспект, М., 1977.
- Оптимизация уч.-воспитат. процесса. Метод. основы, М., 1982.
- Оптимизация пед. процесса. (В вопросах и ответах), К. (соавт.).
- Методы обучения в совр. общеобразоват. школе, М., 1985.
- Избр. пед. труды, М., 1989.

и др.